# 格蒂鎮區 (明尼蘇達州斯特恩斯縣)
格蒂鎮區（英語：Getty Township）是位於美國明尼蘇達州斯特恩斯縣的一個行政鎮區。

## 歷史
格蒂鎮區於1865年設立，得名自早期定居者約翰·J·格蒂（John J. Getty）。

## 地方資料
格蒂鎮區的面積為93.66平方千米，當中陸地面積為92.54平方千米，而水域面積為1.12平方千米。根據2020年美國人口普查的數據，當地共有人口347人，而人口密度為每平方千米3.7人。